# Sh2-13
Sh2-13 (nota anche come RCW 133) è una nebulosa a emissione visibile nella costellazione dello Scorpione.
Si trova nella parte centro-meridionale della costellazione, a circa 2° in direzione WNW rispetto al brillante ammasso aperto M6; si estende per poco meno di un grado in una regione molto ricca di campi stellari. Il periodo più indicato per la sua osservazione nel cielo serale ricade fra giugno e novembre; trovandosi a declinazioni moderatamente australi, la sua osservazione è facilitata dall'emisfero australe.
Sh2-13 è una grande regione H II situata sul Braccio del Sagittario alla distanza di circa 1700 parsec (5540 anni luce); le responsabili della sua ionizzazione sarebbero due stelle massicce indicate come HD 158186, una stella blu di sequenza principale di classe spettrale O9.5V e Antalova OB-51, di classe B2V. La regione di formazione stellare cui apparterrebbe è indicata con la sigla SFR 355.89+1.61 e appare in diretta connessione con l'ammasso aperto Antalova 1; la stessa HD 158186 appare associata a una sorgente di radiazione infrarossa non risolta individuata dall'IRAS e catalogata come IRAS 17260-3129, oltre che alla piccola nebulosa oscura LDN 1732; nonostante la posizione di questa stella appaia isolata, sarebbe un membro fuggitivo dell'ammasso aperto NGC 6383, dal quale si sarebbe allontanata a grande velocità.
Nei pressi di Sh2-13 si estende l'associazione Scorpius OB4, un'associazione OB costituita da 71 stelle con classi spettrali comprese fra O e B9 posta alla distanza media di 1400 parsec; le componenti di classe O mostrano una distribuzione uniforme senza apparenti concentrazioni. Scorpius OB4 comprenderebbe anche le regioni adiacenti allo stesso ammasso aperto NGC 6383, oltre alle vicine nebulose NGC 6357 e Sh2-12. Secondo altri studi, NGC 6883 sarebbe maggiormente in relazione con l'associazione Sagittarius OB1.